# 伊予大洲市
もしかして
- 大洲市

ではありませんか？